# Gwe-Chyo
Gwe-Chyo és un riu de Birmània a la divisió de Bago. Neix a la serra de Padauk, a uns 30 km a l'oest de la serralada de Pegu (Pegu Yomas) i corre al sud-oest per unir-se al riu Nawin per la mateixa boca que el Ingon i el Chaung-sauk. Al curs superior el llit és rocós però a l'inferior arenós i fangós. No és navegable.